# Lista di asteroidi (710001-711000)
Di seguito una lista di asteroidi dal numero 710001  al 711000 con data di scoperta e scopritore.

## 710001–710100
| Nome   | Designazione provvisoria | Data di scoperta  | Scopritore              |
| ------ | ------------------------ | ----------------- | ----------------------- |
| 710001 | 2013 LS37                | 7 giugno 2013     | Mount Lemmon Survey     |
| 710002 | 2013 LW38                | 28 agosto 2014    | Pan-STARRS              |
| 710003 | 2013 LC39                | 30 agosto 2014    | Mount Lemmon Survey     |
| 710004 | 2013 LW39                | 3 giugno 2013     | M. Żołnowski, M. Kusiak |
| 710005 | 2013 LX39                | 8 giugno 2013     | Mount Lemmon Survey     |
| 710006 | 2013 LY40                | 4 giugno 2013     | Mount Lemmon Survey     |
| 710007 | 2013 LB41                | 7 giugno 2013     | Pan-STARRS              |
| 710008 | 2013 LN42                | 4 giugno 2013     | Mount Lemmon Survey     |
| 710009 | 2013 LP42                | 4 giugno 2013     | Pan-STARRS              |
| 710010 | 2013 LG47                | 19 marzo 2018     | Pan-STARRS              |
| 710011 | 2013 MR4                 | 19 giugno 2013    | A. Oreshko              |
| 710012 | 2013 MN5                 | 16 aprile 2013    | Pan-STARRS              |
| 710013 | 2013 MX8                 | 30 giugno 2013    | Pan-STARRS              |
| 710014 | 2013 MC9                 | 30 giugno 2013    | Pan-STARRS              |
| 710015 | 2013 MY9                 | 1 marzo 2009      | Spacewatch              |
| 710016 | 2013 MN10                | 20 giugno 2013    | Pan-STARRS              |
| 710017 | 2013 MQ10                | 30 giugno 2013    | Pan-STARRS              |
| 710018 | 2013 MF11                | 5 febbraio 2011   | Pan-STARRS              |
| 710019 | 2013 MO11                | 30 giugno 2013    | Pan-STARRS              |
| 710020 | 2013 MK14                | 19 giugno 2013    | Pan-STARRS              |
| 710021 | 2013 MT16                | 18 giugno 2013    | Pan-STARRS              |
| 710022 | 2013 MN17                | 13 dicembre 2015  | Pan-STARRS              |
| 710023 | 2013 MG18                | 20 giugno 2013    | Pan-STARRS              |
| 710024 | 2013 MD19                | 18 giugno 2013    | Pan-STARRS              |
| 710025 | 2013 MM19                | 18 giugno 2013    | Pan-STARRS              |
| 710026 | 2013 MA21                | 30 giugno 2013    | Pan-STARRS              |
| 710027 | 2013 MX21                | 20 giugno 2013    | Pan-STARRS              |
| 710028 | 2013 MA26                | 18 giugno 2013    | Pan-STARRS              |
| 710029 | 2013 NC                  | 2 maggio 2013     | Pan-STARRS              |
| 710030 | 2013 NT2                 | 1 luglio 2013     | Pan-STARRS              |
| 710031 | 2013 ND5                 | 1 luglio 2013     | Pan-STARRS              |
| 710032 | 2013 NR5                 | 1 luglio 2013     | Pan-STARRS              |
| 710033 | 2013 NX5                 | 1 luglio 2013     | Pan-STARRS              |
| 710034 | 2013 NB9                 | 3 gennaio 2011    | Mount Lemmon Survey     |
| 710035 | 2013 NH9                 | 6 luglio 2013     | Pan-STARRS              |
| 710036 | 2013 NN11                | 18 giugno 2013    | Pan-STARRS              |
| 710037 | 2013 NQ12                | 5 giugno 2013     | M. Ory                  |
| 710038 | 2013 NM13                | 26 dicembre 2009  | Spacewatch              |
| 710039 | 2013 NW13                | 27 aprile 2009    | Spacewatch              |
| 710040 | 2013 NY17                | 13 luglio 2013    | Mount Lemmon Survey     |
| 710041 | 2013 NK19                | 7 febbraio 2011   | Mount Lemmon Survey     |
| 710042 | 2013 NE21                | 13 luglio 2013    | Pan-STARRS              |
| 710043 | 2013 NC23                | 4 luglio 2013     | Pan-STARRS              |
| 710044 | 2013 NM23                | 15 luglio 2013    | Pan-STARRS              |
| 710045 | 2013 NG24                | 12 luglio 2013    | V. Newski               |
| 710046 | 2013 NS25                | 27 febbraio 2012  | Pan-STARRS              |
| 710047 | 2013 NW25                | 6 settembre 2008  | Spacewatch              |
| 710048 | 2013 NP27                | 14 luglio 2013    | Pan-STARRS              |
| 710049 | 2013 NA28                | 5 settembre 2008  | Spacewatch              |
| 710050 | 2013 NU28                | 11 febbraio 2011  | Mount Lemmon Survey     |
| 710051 | 2013 ND29                | 7 febbraio 2011   | Mount Lemmon Survey     |
| 710052 | 2013 NN29                | 14 luglio 2013    | Pan-STARRS              |
| 710053 | 2013 NN32                | 30 gennaio 2011   | Pan-STARRS              |
| 710054 | 2013 NZ32                | 15 luglio 2013    | Pan-STARRS              |
| 710055 | 2013 NC33                | 4 luglio 2013     | Pan-STARRS              |
| 710056 | 2013 NE33                | 6 febbraio 2006   | Spacewatch              |
| 710057 | 2013 NH33                | 15 luglio 2013    | Pan-STARRS              |
| 710058 | 2013 NW33                | 14 luglio 2013    | Pan-STARRS              |
| 710059 | 2013 NA34                | 14 luglio 2013    | Pan-STARRS              |
| 710060 | 2013 NS35                | 14 luglio 2013    | Pan-STARRS              |
| 710061 | 2013 NU35                | 29 novembre 2014  | Mount Lemmon Survey     |
| 710062 | 2013 NA37                | 15 luglio 2013    | Pan-STARRS              |
| 710063 | 2013 NX39                | 6 agosto 2014     | Pan-STARRS              |
| 710064 | 2013 NJ40                | 20 novembre 2014  | Mount Lemmon Survey     |
| 710065 | 2013 NU40                | 4 ottobre 2008    | CSS                     |
| 710066 | 2013 NA41                | 28 ottobre 1997   | C. Veillet              |
| 710067 | 2013 NB45                | 27 novembre 2014  | Mount Lemmon Survey     |
| 710068 | 2013 NT47                | 12 luglio 2013    | Pan-STARRS              |
| 710069 | 2013 NB49                | 13 luglio 2013    | Mount Lemmon Survey     |
| 710070 | 2013 NA50                | 12 luglio 2013    | Pan-STARRS              |
| 710071 | 2013 NE50                | 15 luglio 2013    | Pan-STARRS              |
| 710072 | 2013 NG50                | 1 luglio 2013     | Pan-STARRS              |
| 710073 | 2013 NA52                | 23 novembre 2003  | Spacewatch              |
| 710074 | 2013 NS53                | 14 luglio 2013    | Pan-STARRS              |
| 710075 | 2013 NQ55                | 13 luglio 2013    | Pan-STARRS              |
| 710076 | 2013 NS55                | 13 luglio 2013    | Mount Lemmon Survey     |
| 710077 | 2013 NS56                | 13 luglio 2013    | Pan-STARRS              |
| 710078 | 2013 NP57                | 13 luglio 2013    | Pan-STARRS              |
| 710079 | 2013 NX57                | 9 luglio 2013     | Pan-STARRS              |
| 710080 | 2013 NJ60                | 13 luglio 2013    | Pan-STARRS              |
| 710081 | 2013 NQ61                | 6 luglio 2013     | Pan-STARRS              |
| 710082 | 2013 NR62                | 14 luglio 2013    | Pan-STARRS              |
| 710083 | 2013 NT63                | 8 luglio 2013     | R. Holmes               |
| 710084 | 2013 NQ67                | 14 luglio 2013    | Pan-STARRS              |
| 710085 | 2013 NQ75                | 13 luglio 2013    | Pan-STARRS              |
| 710086 | 2013 NM79                | 4 luglio 2013     | Pan-STARRS              |
| 710087 | 2013 OR1                 | 17 luglio 2013    | Pan-STARRS              |
| 710088 | 2013 OD2                 | 6 settembre 2008  | Mount Lemmon Survey     |
| 710089 | 2013 OV5                 | 17 giugno 2013    | Pan-STARRS              |
| 710090 | 2013 OU6                 | 28 luglio 2013    | Pan-STARRS              |
| 710091 | 2013 OJ9                 | 25 settembre 2008 | Mount Lemmon Survey     |
| 710092 | 2013 OS9                 | 30 giugno 2002    | NEAT                    |
| 710093 | 2013 OA12                | 18 aprile 2007    | Spacewatch              |
| 710094 | 2013 OX13                | 16 luglio 2013    | Pan-STARRS              |
| 710095 | 2013 OH14                | 1 giugno 2006     | Mount Lemmon Survey     |
| 710096 | 2013 OR15                | 3 gennaio 2017    | Pan-STARRS              |
| 710097 | 2013 OX15                | 18 luglio 2013    | Pan-STARRS              |
| 710098 | 2013 OD19                | 28 luglio 2013    | Pan-STARRS              |
| 710099 | 2013 PN                  | 2 agosto 2013     | Pan-STARRS              |
| 710100 | 2013 PP                  | 28 luglio 2013    | Pan-STARRS              |

## 710101–710200
| Nome   | Designazione provvisoria | Data di scoperta  | Scopritore                              |
| ------ | ------------------------ | ----------------- | --------------------------------------- |
| 710101 | 2013 PU                  | 2 agosto 2013     | Pan-STARRS                              |
| 710102 | 2013 PP1                 | 9 ottobre 2008    | Mount Lemmon Survey                     |
| 710103 | 2013 PU1                 | 2 agosto 2013     | Pan-STARRS                              |
| 710104 | 2013 PF5                 | 2 agosto 2013     | Pan-STARRS                              |
| 710105 | 2013 PL5                 | 2 agosto 2013     | Pan-STARRS                              |
| 710106 | 2013 PQ7                 | 10 ottobre 2008   | Mount Lemmon Survey                     |
| 710107 | 2013 PP8                 | 25 dicembre 2010  | Mount Lemmon Survey                     |
| 710108 | 2013 PT8                 | 3 agosto 2013     | Pan-STARRS                              |
| 710109 | 2013 PN9                 | 9 marzo 2005      | Mount Lemmon Survey                     |
| 710110 | 2013 PW9                 | 2 agosto 2013     | Pan-STARRS                              |
| 710111 | 2013 PC10                | 4 agosto 2013     | Pan-STARRS                              |
| 710112 | 2013 PL11                | 4 agosto 2013     | PTF                                     |
| 710113 | 2013 PN14                | 7 agosto 2013     | Pan-STARRS                              |
| 710114 | 2013 PF15                | 14 luglio 2013    | Pan-STARRS                              |
| 710115 | 2013 PK15                | 15 luglio 2013    | Pan-STARRS                              |
| 710116 | 2013 PM16                | 7 agosto 2013     | Pan-STARRS                              |
| 710117 | 2013 PU19                | 27 luglio 2009    | Spacewatch                              |
| 710118 | 2013 PH22                | 8 agosto 2013     | Pan-STARRS                              |
| 710119 | 2013 PP22                | 8 agosto 2013     | Pan-STARRS                              |
| 710120 | 2013 PZ22                | 8 agosto 2013     | Pan-STARRS                              |
| 710121 | 2013 PF23                | 13 marzo 2012     | Mount Lemmon Survey                     |
| 710122 | 2013 PA25                | 8 agosto 2013     | Spacewatch                              |
| 710123 | 2013 PG30                | 8 marzo 2008      | Spacewatch                              |
| 710124 | 2013 PA32                | 7 agosto 2013     | Spacewatch                              |
| 710125 | 2013 PZ33                | 10 giugno 2013    | CSS                                     |
| 710126 | 2013 PN35                | 22 giugno 2007    | Spacewatch                              |
| 710127 | 2013 PN38                | 14 luglio 2013    | Pan-STARRS                              |
| 710128 | 2013 PP39                | 9 agosto 2013     | Spacewatch                              |
| 710129 | 2013 PT40                | 12 agosto 2013    | Pan-STARRS                              |
| 710130 | 2013 PZ41                | 9 agosto 2013     | Pan-STARRS                              |
| 710131 | 2013 PC43                | 9 agosto 2013     | CSS                                     |
| 710132 | 2013 PM46                | 13 gennaio 2011   | Spacewatch                              |
| 710133 | 2013 PD47                | 9 dicembre 2010   | Mount Lemmon Survey                     |
| 710134 | 2013 PM48                | 14 settembre 2002 | NEAT                                    |
| 710135 | 2013 PZ49                | 2 agosto 2013     | K. Sárneczky                            |
| 710136 | 2013 PD52                | 8 luglio 2003     | Spacewatch                              |
| 710137 | 2013 PR52                | 22 settembre 2008 | Spacewatch                              |
| 710138 | 2013 PP53                | 14 agosto 2013    | Pan-STARRS                              |
| 710139 | 2013 PY53                | 14 agosto 2013    | Pan-STARRS                              |
| 710140 | 2013 PP54                | 13 settembre 2005 | Spacewatch                              |
| 710141 | 2013 PE56                | 29 maggio 2006    | Spacewatch                              |
| 710142 | 2013 PJ56                | 26 ottobre 2006   | Osservatorio di Mauna Kea               |
| 710143 | 2013 PJ60                | 20 giugno 2013    | Pan-STARRS                              |
| 710144 | 2013 PE62                | 27 febbraio 2012  | Pan-STARRS                              |
| 710145 | 2013 PM64                | 7 settembre 2008  | Mount Lemmon Survey                     |
| 710146 | 2013 PC66                | 15 agosto 2013    | Pan-STARRS                              |
| 710147 | 2013 PS67                | 12 agosto 2013    | Spacewatch                              |
| 710148 | 2013 PT67                | 16 novembre 2006  | LUSS                                    |
| 710149 | 2013 PX70                | 15 settembre 2009 | Spacewatch                              |
| 710150 | 2013 PV71                | 15 luglio 2013    | Pan-STARRS                              |
| 710151 | 2013 PN73                | 11 settembre 2002 | NEAT                                    |
| 710152 | 2013 PA76                | 15 agosto 2013    | Pan-STARRS                              |
| 710153 | 2013 PH76                | 14 agosto 2013    | Pan-STARRS                              |
| 710154 | 2013 PY77                | 15 agosto 2013    | Pan-STARRS                              |
| 710155 | 2013 PZ77                | 15 agosto 2013    | Pan-STARRS                              |
| 710156 | 2013 PB80                | 8 agosto 2013     | Pan-STARRS                              |
| 710157 | 2013 PD81                | 12 agosto 2013    | Pan-STARRS                              |
| 710158 | 2013 PS83                | 9 agosto 2013     | Spacewatch                              |
| 710159 | 2013 PB86                | 3 ottobre 2014    | Mount Lemmon Survey                     |
| 710160 | 2013 PS90                | 14 agosto 2013    | Pan-STARRS                              |
| 710161 | 2013 PC92                | 31 ottobre 2008   | Mount Lemmon Survey                     |
| 710162 | 2013 PE100               | 13 agosto 2013    | Spacewatch                              |
| 710163 | 2013 PR100               | 12 agosto 2013    | Pan-STARRS                              |
| 710164 | 2013 PO101               | 26 febbraio 2011  | Mount Lemmon Survey                     |
| 710165 | 2013 PR101               | 15 agosto 2013    | Pan-STARRS                              |
| 710166 | 2013 PW105               | 18 settembre 2009 | Mount Lemmon Survey                     |
| 710167 | 2013 PM111               | 2 febbraio 2008   | Mount Lemmon Survey                     |
| 710168 | 2013 PU115               | 14 agosto 2013    | Pan-STARRS                              |
| 710169 | 2013 PK117               | 15 agosto 2013    | Pan-STARRS                              |
| 710170 | 2013 PE119               | 12 agosto 2013    | Pan-STARRS                              |
| 710171 | 2013 PU119               | 12 agosto 2013    | Pan-STARRS                              |
| 710172 | 2013 PD124               | 12 agosto 2013    | Pan-STARRS                              |
| 710173 | 2013 PP124               | 13 settembre 2005 | Spacewatch                              |
| 710174 | 2013 PC125               | 3 novembre 2007   | Spacewatch                              |
| 710175 | 2013 PA128               | 14 agosto 2013    | Pan-STARRS                              |
| 710176 | 2013 PR132               | 8 agosto 2013     | Pan-STARRS                              |
| 710177 | 2013 PN135               | 15 agosto 2013    | Pan-STARRS                              |
| 710178 | 2013 PY138               | 15 agosto 2013    | Pan-STARRS                              |
| 710179 | 2013 QA                  | 22 dicembre 2003  | Spacewatch                              |
| 710180 | 2013 QS1                 | 29 gennaio 2012   | CSS                                     |
| 710181 | 2013 QJ3                 | 28 agosto 2002    | NEAT                                    |
| 710182 | 2013 QU3                 | 26 febbraio 2012  | Osservatorio del Roque de los Muchachos |
| 710183 | 2013 QX12                | 9 ottobre 2008    | Mount Lemmon Survey                     |
| 710184 | 2013 QR13                | 17 agosto 2013    | Pan-STARRS                              |
| 710185 | 2013 QT17                | 8 ottobre 2008    | Spacewatch                              |
| 710186 | 2013 QJ20                | 4 settembre 2008  | Spacewatch                              |
| 710187 | 2013 QL23                | 17 marzo 2012     | Mount Lemmon Survey                     |
| 710188 | 2013 QL26                | 30 agosto 2002    | Spacewatch                              |
| 710189 | 2013 QU26                | 14 agosto 2013    | Pan-STARRS                              |
| 710190 | 2013 QH27                | 26 marzo 2001     | M. W. Buie, S. D. Kern                  |
| 710191 | 2013 QC31                | 20 giugno 2013    | Pan-STARRS                              |
| 710192 | 2013 QD31                | 11 marzo 2005     | M. W. Buie, L. H. Wasserman             |
| 710193 | 2013 QN31                | 12 agosto 2013    | Pan-STARRS                              |
| 710194 | 2013 QR31                | 28 settembre 2008 | Mount Lemmon Survey                     |
| 710195 | 2013 QJ32                | 20 settembre 2008 | Spacewatch                              |
| 710196 | 2013 QS36                | 19 settembre 1998 | SDSS Collaboration                      |
| 710197 | 2013 QB37                | 9 agosto 2013     | Spacewatch                              |
| 710198 | 2013 QY38                | 15 aprile 2012    | Pan-STARRS                              |
| 710199 | 2013 QE40                | 12 agosto 2013    | Pan-STARRS                              |
| 710200 | 2013 QZ43                | 12 agosto 2013    | Pan-STARRS                              |

## 710201–710300
| Nome   | Designazione provvisoria | Data di scoperta  | Scopritore                 |
| ------ | ------------------------ | ----------------- | -------------------------- |
| 710201 | 2013 QT47                | 3 ottobre 2002    | NEAT                       |
| 710202 | 2013 QG49                | 12 agosto 2013    | Pan-STARRS                 |
| 710203 | 2013 QK50                | 8 agosto 2013     | Spacewatch                 |
| 710204 | 2013 QT51                | 23 gennaio 2006   | Spacewatch                 |
| 710205 | 2013 QF53                | 26 agosto 2013    | Pan-STARRS                 |
| 710206 | 2013 QX54                | 3 novembre 2008   | Mount Lemmon Survey        |
| 710207 | 2013 QJ58                | 26 agosto 2013    | Pan-STARRS                 |
| 710208 | 2013 QF62                | 19 agosto 2006    | Spacewatch                 |
| 710209 | 2013 QY62                | 5 marzo 2006      | Spacewatch                 |
| 710210 | 2013 QU64                | 4 maggio 2009     | Mount Lemmon Survey        |
| 710211 | 2013 QB70                | 8 agosto 2013     | Spacewatch                 |
| 710212 | 2013 QP70                | 31 agosto 2013    | K. Sárneczky               |
| 710213 | 2013 QP73                | 9 agosto 2013     | Pan-STARRS                 |
| 710214 | 2013 QC78                | 14 maggio 2012    | Mount Lemmon Survey        |
| 710215 | 2013 QQ78                | 28 agosto 2013    | CSS                        |
| 710216 | 2013 QZ79                | 14 marzo 2012     | Mount Lemmon Survey        |
| 710217 | 2013 QP80                | 16 luglio 2002    | NEAT                       |
| 710218 | 2013 QP81                | 27 settembre 2006 | Mount Lemmon Survey        |
| 710219 | 2013 QT81                | 26 febbraio 2004  | M. W. Buie, D. E. Trilling |
| 710220 | 2013 QH86                | 26 agosto 2013    | Pan-STARRS                 |
| 710221 | 2013 QR86                | 30 maggio 2012    | Spacewatch                 |
| 710222 | 2013 QJ87                | 26 agosto 2013    | Pan-STARRS                 |
| 710223 | 2013 QT91                | 29 agosto 2013    | Pan-STARRS                 |
| 710224 | 2013 QL92                | 9 ottobre 2008    | Mount Lemmon Survey        |
| 710225 | 2013 QM92                | 9 agosto 2013     | Spacewatch                 |
| 710226 | 2013 QQ92                | 24 marzo 2012     | Mount Lemmon Survey        |
| 710227 | 2013 QV92                | 12 agosto 2013    | Pan-STARRS                 |
| 710228 | 2013 QL99                | 31 agosto 2013    | Pan-STARRS                 |
| 710229 | 2013 QR100               | 26 agosto 2013    | Pan-STARRS                 |
| 710230 | 2013 QA101               | 27 agosto 2013    | Pan-STARRS                 |
| 710231 | 2013 QW101               | 31 agosto 2013    | K. Sárneczky               |
| 710232 | 2013 QG104               | 11 febbraio 2011  | Mount Lemmon Survey        |
| 710233 | 2013 QG107               | 26 agosto 2013    | Pan-STARRS                 |
| 710234 | 2013 RQ2                 | 20 novembre 2008  | Mount Lemmon Survey        |
| 710235 | 2013 RW8                 | 2 settembre 2013  | Pan-STARRS                 |
| 710236 | 2013 RX14                | 6 maggio 2006     | Mount Lemmon Survey        |
| 710237 | 2013 RA19                | 11 settembre 2002 | NEAT                       |
| 710238 | 2013 RN22                | 2 settembre 2013  | Mount Lemmon Survey        |
| 710239 | 2013 RK26                | 29 ottobre 2010   | Spacewatch                 |
| 710240 | 2013 RS26                | 19 settembre 2006 | Spacewatch                 |
| 710241 | 2013 RH29                | 4 settembre 2013  | Mount Lemmon Survey        |
| 710242 | 2013 RK30                | 24 settembre 2008 | Mount Lemmon Survey        |
| 710243 | 2013 RK35                | 6 settembre 2013  | Mount Lemmon Survey        |
| 710244 | 2013 RW37                | 3 settembre 2013  | Pan-STARRS                 |
| 710245 | 2013 RD38                | 3 settembre 2013  | Mount Lemmon Survey        |
| 710246 | 2013 RE41                | 12 settembre 2002 | NEAT                       |
| 710247 | 2013 RN41                | 15 ottobre 2007   | Mount Lemmon Survey        |
| 710248 | 2013 RK43                | 9 febbraio 2008   | CSS                        |
| 710249 | 2013 RJ46                | 2 ottobre 2008    | Mount Lemmon Survey        |
| 710250 | 2013 RT46                | 28 marzo 2008     | Mount Lemmon Survey        |
| 710251 | 2013 RY54                | 28 gennaio 2011   | Mount Lemmon Survey        |
| 710252 | 2013 RJ55                | 10 settembre 2013 | Pan-STARRS                 |
| 710253 | 2013 RR55                | 2 settembre 2013  | PTF                        |
| 710254 | 2013 RN57                | 10 settembre 2013 | Pan-STARRS                 |
| 710255 | 2013 RK60                | 10 settembre 2013 | Pan-STARRS                 |
| 710256 | 2013 RY62                | 29 ottobre 2008   | Spacewatch                 |
| 710257 | 2013 RD63                | 10 marzo 2005     | Mount Lemmon Survey        |
| 710258 | 2013 RO64                | 13 dicembre 2006  | Spacewatch                 |
| 710259 | 2013 RP65                | 1 settembre 2013  | Mount Lemmon Survey        |
| 710260 | 2013 RS67                | 2 ottobre 2008    | Spacewatch                 |
| 710261 | 2013 RQ71                | 14 settembre 2013 | Spacewatch                 |
| 710262 | 2013 RQ74                | 21 maggio 2012    | Mount Lemmon Survey        |
| 710263 | 2013 RG75                | 18 settembre 2003 | NEAT                       |
| 710264 | 2013 RM75                | 28 ottobre 2008   | Spacewatch                 |
| 710265 | 2013 RS82                | 13 marzo 2007     | Osservatorio di Mauna Kea  |
| 710266 | 2013 RJ83                | 3 novembre 2008   | Spacewatch                 |
| 710267 | 2013 RN85                | 13 settembre 2013 | Spacewatch                 |
| 710268 | 2013 RP86                | 13 settembre 2013 | Spacewatch                 |
| 710269 | 2013 RO87                | 3 settembre 2013  | F. Hormuth                 |
| 710270 | 2013 RE92                | 10 marzo 2011     | Spacewatch                 |
| 710271 | 2013 RK96                | 14 settembre 2013 | Pan-STARRS                 |
| 710272 | 2013 RF101               | 9 agosto 2005     | Cerro Tololo Obs.          |
| 710273 | 2013 RO101               | 9 febbraio 2005   | A. Boattini                |
| 710274 | 2013 RP101               | 14 settembre 2007 | B. Christophe              |
| 710275 | 2013 RO104               | 3 settembre 2013  | Pan-STARRS                 |
| 710276 | 2013 RR104               | 3 settembre 2013  | Pan-STARRS                 |
| 710277 | 2013 RV104               | 5 settembre 2013  | Spacewatch                 |
| 710278 | 2013 RH106               | 14 settembre 2007 | Mount Lemmon Survey        |
| 710279 | 2013 RZ106               | 14 settembre 2013 | Pan-STARRS                 |
| 710280 | 2013 RT107               | 15 settembre 2013 | Pan-STARRS                 |
| 710281 | 2013 RX107               | 1 settembre 2013  | CSS                        |
| 710282 | 2013 RY107               | 8 agosto 2013     | Pan-STARRS                 |
| 710283 | 2013 RU108               | 12 settembre 2013 | Mount Lemmon Survey        |
| 710284 | 2013 RN119               | 4 ottobre 2007    | Mount Lemmon Survey        |
| 710285 | 2013 RT129               | 2 settembre 2013  | Mount Lemmon Survey        |
| 710286 | 2013 RA131               | 3 settembre 2013  | Spacewatch                 |
| 710287 | 2013 RN131               | 3 settembre 2013  | Pan-STARRS                 |
| 710288 | 2013 RN134               | 13 settembre 2013 | Mount Lemmon Survey        |
| 710289 | 2013 RZ134               | 1 settembre 2013  | CSS                        |
| 710290 | 2013 RO137               | 14 settembre 2013 | Pan-STARRS                 |
| 710291 | 2013 RK139               | 6 settembre 2013  | CSS                        |
| 710292 | 2013 RX141               | 10 settembre 2013 | Pan-STARRS                 |
| 710293 | 2013 RV153               | 15 settembre 2013 | Mount Lemmon Survey        |
| 710294 | 2013 RN154               | 13 settembre 2013 | Spacewatch                 |
| 710295 | 2013 RL159               | 1 settembre 2013  | Mount Lemmon Survey        |
| 710296 | 2013 RL164               | 14 settembre 2013 | Pan-STARRS                 |
| 710297 | 2013 RN164               | 1 settembre 2013  | Pan-STARRS                 |
| 710298 | 2013 RO178               | 15 settembre 2013 | Mount Lemmon Survey        |
| 710299 | 2013 RU178               | 9 settembre 2013  | Pan-STARRS                 |
| 710300 | 2013 RD182               | 5 marzo 2011      | Mount Lemmon Survey        |

## 710301–710400
| Nome   | Designazione provvisoria | Data di scoperta  | Scopritore                          |
| ------ | ------------------------ | ----------------- | ----------------------------------- |
| 710301 | 2013 SS1                 | 15 marzo 2008     | Mount Lemmon Survey                 |
| 710302 | 2013 SL2                 | 28 ottobre 2008   | Mount Lemmon Survey                 |
| 710303 | 2013 SL3                 | 26 dicembre 2006  | Spacewatch                          |
| 710304 | 2013 SF5                 | 14 settembre 2007 | Mount Lemmon Survey                 |
| 710305 | 2013 SA6                 | 7 settembre 2008  | Mount Lemmon Survey                 |
| 710306 | 2013 SZ11                | 12 agosto 2013    | Spacewatch                          |
| 710307 | 2013 SY12                | 14 agosto 2013    | Pan-STARRS                          |
| 710308 | 2013 SC15                | 2 settembre 2013  | CSS                                 |
| 710309 | 2013 SL17                | 3 settembre 2013  | Mount Lemmon Survey                 |
| 710310 | 2013 SO18                | 17 gennaio 2007   | Spacewatch                          |
| 710311 | 2013 SR18                | 6 settembre 2013  | CSS                                 |
| 710312 | 2013 SW22                | 11 settembre 2002 | NEAT                                |
| 710313 | 2013 SC23                | 28 marzo 2008     | Spacewatch                          |
| 710314 | 2013 SY23                | 12 settembre 2007 | CSS                                 |
| 710315 | 2013 SZ23                | 28 settembre 2013 | A. Oreshko                          |
| 710316 | 2013 SK29                | 13 settembre 2013 | Mount Lemmon Survey                 |
| 710317 | 2013 SS29                | 18 agosto 2007    | LONEOS                              |
| 710318 | 2013 SX31                | 1 settembre 2013  | Mount Lemmon Survey                 |
| 710319 | 2013 SU40                | 26 settembre 2013 | S. Mottola                          |
| 710320 | 2013 SY44                | 20 novembre 2009  | Spacewatch                          |
| 710321 | 2013 SA45                | 1 settembre 2013  | Mount Lemmon Survey                 |
| 710322 | 2013 SE46                | 13 marzo 2005     | Spacewatch                          |
| 710323 | 2013 SB49                | 27 novembre 2006  | Mount Lemmon Survey                 |
| 710324 | 2013 SS53                | 16 marzo 2005     | Spacewatch                          |
| 710325 | 2013 SG57                | 28 aprile 2011    | Mount Lemmon Survey                 |
| 710326 | 2013 SM64                | 15 agosto 2013    | Pan-STARRS                          |
| 710327 | 2013 SP69                | 19 ottobre 2006   | L. H. Wasserman                     |
| 710328 | 2013 SW72                | 16 ottobre 2002   | NEAT                                |
| 710329 | 2013 SB73                | 14 novembre 2002  | NEAT                                |
| 710330 | 2013 SO74                | 24 ottobre 2008   | Mount Lemmon Survey                 |
| 710331 | 2013 SO78                | 6 settembre 2013  | Spacewatch                          |
| 710332 | 2013 SN82                | 5 settembre 2013  | Spacewatch                          |
| 710333 | 2013 SG87                | 10 settembre 2013 | Pan-STARRS                          |
| 710334 | 2013 SA88                | 15 giugno 2012    | Pan-STARRS                          |
| 710335 | 2013 SJ89                | 27 gennaio 2007   | Spacewatch                          |
| 710336 | 2013 SN94                | 10 marzo 2011     | Spacewatch                          |
| 710337 | 2013 SQ94                | 11 marzo 2011     | Spacewatch                          |
| 710338 | 2013 SG95                | 2 ottobre 2008    | Spacewatch                          |
| 710339 | 2013 SJ96                | 26 dicembre 2014  | Pan-STARRS                          |
| 710340 | 2013 SE102               | 30 settembre 2013 | Mount Lemmon Survey                 |
| 710341 | 2013 SX102               | 24 settembre 2013 | Mount Lemmon Survey                 |
| 710342 | 2013 SA103               | 15 dicembre 2014  | Mount Lemmon Survey                 |
| 710343 | 2013 SX104               | 27 settembre 2013 | Pan-STARRS                          |
| 710344 | 2013 SX106               | 26 dicembre 2014  | Pan-STARRS                          |
| 710345 | 2013 SS107               | 24 settembre 2013 | Mount Lemmon Survey                 |
| 710346 | 2013 SJ114               | 29 settembre 2013 | Spacewatch                          |
| 710347 | 2013 TB                  | 12 settembre 2013 | V. Newski                           |
| 710348 | 2013 TT1                 | 1 ottobre 2013    | A. Oreshko                          |
| 710349 | 2013 TK2                 | 18 aprile 2006    | Spacewatch                          |
| 710350 | 2013 TR8                 | 6 settembre 2013  | Mount Lemmon Survey                 |
| 710351 | 2013 TY8                 | 2 settembre 2013  | Mount Lemmon Survey                 |
| 710352 | 2013 TY11                | 13 settembre 2002 | NEAT                                |
| 710353 | 2013 TB14                | 20 aprile 2012    | Mount Lemmon Survey                 |
| 710354 | 2013 TE15                | 14 settembre 2013 | Spacewatch                          |
| 710355 | 2013 TC16                | 1 ottobre 2013    | Mount Lemmon Survey                 |
| 710356 | 2013 TE18                | 7 settembre 2004  | Spacewatch                          |
| 710357 | 2013 TY19                | 1 ottobre 2013    | Mount Lemmon Survey                 |
| 710358 | 2013 TS20                | 1 ottobre 2013    | Mount Lemmon Survey                 |
| 710359 | 2013 TP25                | 10 agosto 2007    | Spacewatch                          |
| 710360 | 2013 TQ26                | 4 settembre 2013  | Mount Lemmon Survey                 |
| 710361 | 2013 TS30                | 1 ottobre 2013    | Spacewatch                          |
| 710362 | 2013 TT36                | 2 ottobre 2013    | Pan-STARRS                          |
| 710363 | 2013 TL40                | 30 ottobre 2002   | Spacewatch                          |
| 710364 | 2013 TO41                | 26 luglio 2005    | NEAT                                |
| 710365 | 2013 TM48                | 1 ottobre 2013    | PTF                                 |
| 710366 | 2013 TD49                | 2 ottobre 2013    | Mount Lemmon Survey                 |
| 710367 | 2013 TS56                | 4 ottobre 2013    | Mount Lemmon Survey                 |
| 710368 | 2013 TZ60                | 4 ottobre 2013    | Mount Lemmon Survey                 |
| 710369 | 2013 TQ63                | 4 ottobre 2013    | Mount Lemmon Survey                 |
| 710370 | 2013 TU63                | 13 settembre 2007 | Mount Lemmon Survey                 |
| 710371 | 2013 TR64                | 12 settembre 2001 | Spacewatch                          |
| 710372 | 2013 TM65                | 4 ottobre 2013    | Mount Lemmon Survey                 |
| 710373 | 2013 TS65                | 26 settembre 2013 | CSS                                 |
| 710374 | 2013 TL66                | 23 ottobre 2008   | Mount Lemmon Survey                 |
| 710375 | 2013 TC67                | 5 dicembre 2002   | LINEAR                              |
| 710376 | 2013 TB68                | 23 settembre 2013 | Pan-STARRS                          |
| 710377 | 2013 TN72                | 3 ottobre 2013    | CSS                                 |
| 710378 | 2013 TD76                | 1 novembre 2008   | Mount Lemmon Survey                 |
| 710379 | 2013 TB78                | 5 ottobre 2013    | Pan-STARRS                          |
| 710380 | 2013 TG89                | 1 ottobre 2013    | Spacewatch                          |
| 710381 | 2013 TC91                | 17 giugno 2005    | Mount Lemmon Survey                 |
| 710382 | 2013 TY93                | 25 novembre 2006  | Spacewatch                          |
| 710383 | 2013 TK99                | 19 settembre 2009 | Spacewatch                          |
| 710384 | 2013 TA100               | 8 luglio 2005     | Spacewatch                          |
| 710385 | 2013 TE101               | 17 ottobre 2010   | Mount Lemmon Survey                 |
| 710386 | 2013 TG105               | 2 ottobre 2013    | PTF                                 |
| 710387 | 2013 TM106               | 18 agosto 2009    | Osservatorio astronomico di Maiorca |
| 710388 | 2013 TQ115               | 4 ottobre 2013    | Mount Lemmon Survey                 |
| 710389 | 2013 TN116               | 25 novembre 2006  | Mount Lemmon Survey                 |
| 710390 | 2013 TS122               | 5 ottobre 2013    | Mount Lemmon Survey                 |
| 710391 | 2013 TC123               | 5 ottobre 2013    | Pan-STARRS                          |
| 710392 | 2013 TH123               | 6 settembre 2013  | Spacewatch                          |
| 710393 | 2013 TB129               | 9 ottobre 2008    | Mount Lemmon Survey                 |
| 710394 | 2013 TL132               | 1 agosto 2009     | Spacewatch                          |
| 710395 | 2013 TR134               | 12 ottobre 2013   | C. Rinner                           |
| 710396 | 2013 TG138               | 11 ottobre 2013   | S. Mottola, S. Hellmich             |
| 710397 | 2013 TE144               | 12 ottobre 2013   | Mount Lemmon Survey                 |
| 710398 | 2013 TN144               | 3 ottobre 2013    | Pan-STARRS                          |
| 710399 | 2013 TB146               | 15 luglio 2013    | Pan-STARRS                          |
| 710400 | 2013 TM148               | 30 agosto 2013    | Pan-STARRS                          |

## 710401–710500
| Nome   | Designazione provvisoria | Data di scoperta  | Scopritore                |
| ------ | ------------------------ | ----------------- | ------------------------- |
| 710401 | 2013 TA149               | 12 agosto 2013    | Pan-STARRS                |
| 710402 | 2013 TC152               | 20 settembre 2007 | Spacewatch                |
| 710403 | 2013 TY153               | 5 ottobre 2013    | M. W. Buie                |
| 710404 | 2013 TD155               | 23 marzo 2012     | Spacewatch                |
| 710405 | 2013 TP160               | 2 ottobre 2013    | Mount Lemmon Survey       |
| 710406 | 2013 TX161               | 1 ottobre 2005    | Mount Lemmon Survey       |
| 710407 | 2013 TK162               | 27 dicembre 2006  | Mount Lemmon Survey       |
| 710408 | 2013 TN164               | 1 maggio 2012     | Mount Lemmon Survey       |
| 710409 | 2013 TN165               | 1 ottobre 2013    | Spacewatch                |
| 710410 | 2013 TV168               | 5 ottobre 2013    | Spacewatch                |
| 710411 | 2013 TD171               | 1 ottobre 2013    | Mount Lemmon Survey       |
| 710412 | 2013 TP171               | 13 ottobre 2013   | Mount Lemmon Survey       |
| 710413 | 2013 TS171               | 5 ottobre 2013    | Mount Lemmon Survey       |
| 710414 | 2013 TL176               | 12 ottobre 2013   | Spacewatch                |
| 710415 | 2013 TG182               | 1 ottobre 2013    | Spacewatch                |
| 710416 | 2013 TU193               | 1 ottobre 2013    | Mount Lemmon Survey       |
| 710417 | 2013 TJ196               | 1 ottobre 2013    | Mount Lemmon Survey       |
| 710418 | 2013 TO201               | 3 ottobre 2013    | Pan-STARRS                |
| 710419 | 2013 TX203               | 3 ottobre 2013    | Spacewatch                |
| 710420 | 2013 TD204               | 3 ottobre 2013    | Spacewatch                |
| 710421 | 2013 TG204               | 3 ottobre 2013    | Pan-STARRS                |
| 710422 | 2013 TS204               | 5 ottobre 2013    | Pan-STARRS                |
| 710423 | 2013 TW206               | 9 ottobre 2013    | Mount Lemmon Survey       |
| 710424 | 2013 TS207               | 10 agosto 2013    | PTF                       |
| 710425 | 2013 TS217               | 2 ottobre 2013    | Mount Lemmon Survey       |
| 710426 | 2013 TD218               | 6 ottobre 2013    | Spacewatch                |
| 710427 | 2013 TT220               | 3 ottobre 2013    | Mount Lemmon Survey       |
| 710428 | 2013 TQ223               | 3 ottobre 2013    | Pan-STARRS                |
| 710429 | 2013 TH227               | 2 ottobre 2013    | Mount Lemmon Survey       |
| 710430 | 2013 UF1                 | 20 settembre 2006 | CSS                       |
| 710431 | 2013 UE2                 | 30 novembre 2005  | Mount Lemmon Survey       |
| 710432 | 2013 UV7                 | 7 ottobre 2013    | Spacewatch                |
| 710433 | 2013 UV12                | 27 febbraio 2006  | Spacewatch                |
| 710434 | 2013 UD13                | 21 settembre 2003 | NEAT                      |
| 710435 | 2013 US13                | 3 settembre 2013  | Spacewatch                |
| 710436 | 2013 UR14                | 6 settembre 2013  | Mount Lemmon Survey       |
| 710437 | 2013 UQ22                | 26 ottobre 2013   | Spacewatch                |
| 710438 | 2013 UA23                | 16 ottobre 2013   | Mount Lemmon Survey       |
| 710439 | 2013 US23                | 31 ottobre 2013   | Spacewatch                |
| 710440 | 2013 UO24                | 7 maggio 2006     | Mount Lemmon Survey       |
| 710441 | 2013 UX33                | 25 ottobre 2013   | Mount Lemmon Survey       |
| 710442 | 2013 UE34                | 23 ottobre 2013   | Mount Lemmon Survey       |
| 710443 | 2013 UQ39                | 23 ottobre 2013   | Mount Lemmon Survey       |
| 710444 | 2013 UG44                | 23 ottobre 2013   | Pan-STARRS                |
| 710445 | 2013 UE49                | 25 ottobre 2013   | Mount Lemmon Survey       |
| 710446 | 2013 UM59                | 26 ottobre 2013   | Mount Lemmon Survey       |
| 710447 | 2013 VQ5                 | 28 gennaio 2011   | Mount Lemmon Survey       |
| 710448 | 2013 VC6                 | 4 novembre 2013   | A. Oreshko                |
| 710449 | 2013 VR14                | 11 ottobre 2013   | L. Elenin                 |
| 710450 | 2013 VJ15                | 10 febbraio 2011  | Mount Lemmon Survey       |
| 710451 | 2013 VT21                | 26 agosto 2005    | NEAT                      |
| 710452 | 2013 VS23                | 8 ottobre 2013    | PMO NEO                   |
| 710453 | 2013 VW30                | 23 novembre 2006  | Spacewatch                |
| 710454 | 2013 VG31                | 9 novembre 2013   | Mount Lemmon Survey       |
| 710455 | 2013 VQ41                | 8 novembre 2013   | Spacewatch                |
| 710456 | 2013 VG42                | 2 novembre 2013   | Mount Lemmon Survey       |
| 710457 | 2013 VR44                | 16 agosto 2017    | Pan-STARRS                |
| 710458 | 2013 VE51                | 1 novembre 2013   | Mount Lemmon Survey       |
| 710459 | 2013 VV51                | 10 novembre 2013  | Mount Lemmon Survey       |
| 710460 | 2013 VO58                | 30 luglio 2009    | Spacewatch                |
| 710461 | 2013 VV68                | 9 novembre 2013   | Mount Lemmon Survey       |
| 710462 | 2013 VZ89                | 9 novembre 2013   | Spacewatch                |
| 710463 | 2013 WK16                | 27 novembre 2013  | Pan-STARRS                |
| 710464 | 2013 WN16                | 27 novembre 2013  | Pan-STARRS                |
| 710465 | 2013 WQ17                | 25 maggio 2007    | Mount Lemmon Survey       |
| 710466 | 2013 WC19                | 27 novembre 2013  | Pan-STARRS                |
| 710467 | 2013 WV38                | 7 novembre 2007   | Spacewatch                |
| 710468 | 2013 WV48                | 13 agosto 2012    | SSS                       |
| 710469 | 2013 WM50                | 25 novembre 2013  | Pan-STARRS                |
| 710470 | 2013 WC70                | 10 novembre 2013  | Spacewatch                |
| 710471 | 2013 WC74                | 26 novembre 2013  | Pan-STARRS                |
| 710472 | 2013 WZ78                | 28 ottobre 2013   | Spacewatch                |
| 710473 | 2013 WR82                | 16 gennaio 2011   | Mount Lemmon Survey       |
| 710474 | 2013 WT85                | 27 novembre 2009  | Spacewatch                |
| 710475 | 2013 WP86                | 11 luglio 2004    | NEAT                      |
| 710476 | 2013 WZ86                | 27 novembre 2013  | Pan-STARRS                |
| 710477 | 2013 WU94                | 28 novembre 2013  | Mount Lemmon Survey       |
| 710478 | 2013 WB98                | 28 novembre 2013  | Mount Lemmon Survey       |
| 710479 | 2013 WH98                | 29 novembre 2005  | CSS                       |
| 710480 | 2013 WN103               | 15 settembre 2009 | Spacewatch                |
| 710481 | 2013 WO103               | 25 settembre 2007 | Mount Lemmon Survey       |
| 710482 | 2013 WC107               | 26 settembre 2009 | CSS                       |
| 710483 | 2013 WN109               | 9 novembre 2013   | Pan-STARRS                |
| 710484 | 2013 WS109               | 28 novembre 2013  | Osservatorio di La Silla  |
| 710485 | 2013 WZ114               | 29 novembre 2013  | Pan-STARRS                |
| 710486 | 2013 WS120               | 15 gennaio 2015   | Pan-STARRS                |
| 710487 | 2013 WJ127               | 26 novembre 2013  | Pan-STARRS                |
| 710488 | 2013 WX128               | 27 novembre 2013  | Pan-STARRS                |
| 710489 | 2013 WT129               | 28 novembre 2013  | Pan-STARRS                |
| 710490 | 2013 WN137               | 29 novembre 2013  | Mount Lemmon Survey       |
| 710491 | 2013 WO140               | 27 novembre 2013  | Pan-STARRS                |
| 710492 | 2013 WD144               | 27 novembre 2013  | Pan-STARRS                |
| 710493 | 2013 XQ2                 | 10 ottobre 2002   | NEAT                      |
| 710494 | 2013 XX6                 | 3 dicembre 2013   | Osservatorio di Mauna Kea |
| 710495 | 2013 XM8                 | 5 dicembre 2013   | Pan-STARRS                |
| 710496 | 2013 XG9                 | 31 ottobre 2013   | K. Sárneczky              |
| 710497 | 2013 XV15                | 28 novembre 2013  | Mount Lemmon Survey       |
| 710498 | 2013 XB17                | 26 ottobre 2009   | Mount Lemmon Survey       |
| 710499 | 2013 XV22                | 28 novembre 2013  | Mount Lemmon Survey       |
| 710500 | 2013 XE30                | 3 dicembre 2013   | Mount Lemmon Survey       |

## 710501–710600
| Nome   | Designazione provvisoria | Data di scoperta  | Scopritore                          |
| ------ | ------------------------ | ----------------- | ----------------------------------- |
| 710501 | 2013 XD32                | 11 ottobre 2007   | CSS                                 |
| 710502 | 2013 XG32                | 19 novembre 2016  | Mount Lemmon Survey                 |
| 710503 | 2013 XD35                | 11 dicembre 2013  | Pan-STARRS                          |
| 710504 | 2013 XF36                | 10 dicembre 2013  | Mount Lemmon Survey                 |
| 710505 | 2013 XG36                | 11 dicembre 2013  | Mount Lemmon Survey                 |
| 710506 | 2013 XH37                | 11 dicembre 2013  | Pan-STARRS                          |
| 710507 | 2013 XU37                | 11 dicembre 2013  | Pan-STARRS                          |
| 710508 | 2013 XF39                | 11 dicembre 2013  | Pan-STARRS                          |
| 710509 | 2013 XN40                | 13 dicembre 2013  | Mount Lemmon Survey                 |
| 710510 | 2013 XM42                | 11 dicembre 2013  | Pan-STARRS                          |
| 710511 | 2013 YG1                 | 22 maggio 2011    | Mount Lemmon Survey                 |
| 710512 | 2013 YF4                 | 16 novembre 2009  | Mount Lemmon Survey                 |
| 710513 | 2013 YL4                 | 3 febbraio 2009   | Mount Lemmon Survey                 |
| 710514 | 2013 YM13                | 25 dicembre 2013  | Mount Lemmon Survey                 |
| 710515 | 2013 YM15                | 10 marzo 2007     | Mount Lemmon Survey                 |
| 710516 | 2013 YN16                | 22 gennaio 2002   | Spacewatch                          |
| 710517 | 2013 YL17                | 18 dicembre 2004  | Mount Lemmon Survey                 |
| 710518 | 2013 YL18                | 8 ottobre 2013    | Mount Lemmon Survey                 |
| 710519 | 2013 YT18                | 29 gennaio 2003   | SDSS Collaboration                  |
| 710520 | 2013 YY20                | 26 dicembre 2013  | Mount Lemmon Survey                 |
| 710521 | 2013 YS22                | 21 agosto 2009    | Osservatorio astronomico di Maiorca |
| 710522 | 2013 YD24                | 31 ottobre 2013   | Spacewatch                          |
| 710523 | 2013 YV25                | 27 novembre 2013  | Pan-STARRS                          |
| 710524 | 2013 YY25                | 26 novembre 2013  | Mount Lemmon Survey                 |
| 710525 | 2013 YP30                | 24 dicembre 2013  | Mount Lemmon Survey                 |
| 710526 | 2013 YW46                | 25 settembre 2012 | Mount Lemmon Survey                 |
| 710527 | 2013 YE53                | 28 novembre 2013  | Mount Lemmon Survey                 |
| 710528 | 2013 YL56                | 28 novembre 2013  | Mount Lemmon Survey                 |
| 710529 | 2013 YQ56                | 28 novembre 2013  | Mount Lemmon Survey                 |
| 710530 | 2013 YA64                | 22 febbraio 2003  | Spacewatch                          |
| 710531 | 2013 YQ66                | 31 ottobre 2013   | Spacewatch                          |
| 710532 | 2013 YT66                | 28 ottobre 2013   | Spacewatch                          |
| 710533 | 2013 YZ66                | 4 dicembre 2013   | Pan-STARRS                          |
| 710534 | 2013 YC67                | 10 gennaio 2007   | Spacewatch                          |
| 710535 | 2013 YC68                | 26 agosto 2012    | Pan-STARRS                          |
| 710536 | 2013 YY69                | 4 febbraio 2005   | Spacewatch                          |
| 710537 | 2013 YP71                | 27 novembre 2013  | Pan-STARRS                          |
| 710538 | 2013 YU71                | 28 novembre 2005  | Spacewatch                          |
| 710539 | 2013 YS72                | 12 novembre 2005  | Spacewatch                          |
| 710540 | 2013 YS82                | 23 settembre 2008 | Mount Lemmon Survey                 |
| 710541 | 2013 YZ82                | 1 maggio 2011     | Pan-STARRS                          |
| 710542 | 2013 YG85                | 28 dicembre 2013  | Spacewatch                          |
| 710543 | 2013 YY93                | 16 luglio 2004    | Cerro Tololo Obs.                   |
| 710544 | 2013 YE101               | 17 ottobre 2012   | Mount Lemmon Survey                 |
| 710545 | 2013 YC102               | 16 giugno 2012    | Pan-STARRS                          |
| 710546 | 2013 YU104               | 28 dicembre 2013  | Mount Lemmon Survey                 |
| 710547 | 2013 YX104               | 28 dicembre 2013  | Spacewatch                          |
| 710548 | 2013 YQ111               | 29 dicembre 2013  | Pan-STARRS                          |
| 710549 | 2013 YV114               | 1 gennaio 2009    | Mount Lemmon Survey                 |
| 710550 | 2013 YW121               | 5 gennaio 2006    | Spacewatch                          |
| 710551 | 2013 YS122               | 30 dicembre 2013  | Pan-STARRS                          |
| 710552 | 2013 YA129               | 7 settembre 2008  | F. Kugel                            |
| 710553 | 2013 YC129               | 14 agosto 2012    | Pan-STARRS                          |
| 710554 | 2013 YR130               | 31 dicembre 2013  | Mount Lemmon Survey                 |
| 710555 | 2013 YE131               | 31 dicembre 2013  | Mount Lemmon Survey                 |
| 710556 | 2013 YT132               | 31 dicembre 2013  | Mount Lemmon Survey                 |
| 710557 | 2013 YX134               | 9 ottobre 2008    | Spacewatch                          |
| 710558 | 2013 YC137               | 10 ottobre 2012   | Pan-STARRS                          |
| 710559 | 2013 YO137               | 18 aprile 2007    | Spacewatch                          |
| 710560 | 2013 YN141               | 16 dicembre 2009  | Mount Lemmon Survey                 |
| 710561 | 2013 YE143               | 26 settembre 2017 | Pan-STARRS                          |
| 710562 | 2013 YG143               | 31 dicembre 2013  | Mount Lemmon Survey                 |
| 710563 | 2013 YP144               | 30 luglio 2008    | Mount Lemmon Survey                 |
| 710564 | 2013 YN146               | 10 febbraio 2010  | Spacewatch                          |
| 710565 | 2013 YW148               | 31 agosto 2009    | SSS                                 |
| 710566 | 2013 YQ149               | 20 ottobre 2006   | L. H. Wasserman                     |
| 710567 | 2013 YV153               | 19 dicembre 2009  | Mount Lemmon Survey                 |
| 710568 | 2013 YT154               | 31 dicembre 2013  | Spacewatch                          |
| 710569 | 2013 YR155               | 24 dicembre 2013  | Mount Lemmon Survey                 |
| 710570 | 2013 YS155               | 9 aprile 2015     | Mount Lemmon Survey                 |
| 710571 | 2013 YK162               | 25 dicembre 2013  | Mount Lemmon Survey                 |
| 710572 | 2013 YS162               | 31 dicembre 2013  | Pan-STARRS                          |
| 710573 | 2013 YU162               | 25 dicembre 2013  | Mount Lemmon Survey                 |
| 710574 | 2013 YG163               | 8 ottobre 2012    | Pan-STARRS                          |
| 710575 | 2014 AD1                 | 1 gennaio 2014    | Pan-STARRS                          |
| 710576 | 2014 AC2                 | 1 gennaio 2014    | Pan-STARRS                          |
| 710577 | 2014 AA3                 | 18 dicembre 2007  | Mount Lemmon Survey                 |
| 710578 | 2014 AU5                 | 20 novembre 2009  | Mount Lemmon Survey                 |
| 710579 | 2014 AG8                 | 1 gennaio 2014    | Pan-STARRS                          |
| 710580 | 2014 AM8                 | 1 gennaio 2014    | Pan-STARRS                          |
| 710581 | 2014 AN9                 | 29 agosto 2009    | Osservatorio astronomico di Maiorca |
| 710582 | 2014 AU9                 | 2 gennaio 2014    | Spacewatch                          |
| 710583 | 2014 AD13                | 28 novembre 2013  | Pan-STARRS                          |
| 710584 | 2014 AD14                | 27 ottobre 2009   | Spacewatch                          |
| 710585 | 2014 AH15                | 3 gennaio 2014    | Mount Lemmon Survey                 |
| 710586 | 2014 AN17                | 1 gennaio 2014    | Spacewatch                          |
| 710587 | 2014 AY21                | 29 ottobre 2003   | Spacewatch                          |
| 710588 | 2014 AY23                | 23 gennaio 2006   | Spacewatch                          |
| 710589 | 2014 AV26                | 4 gennaio 2014    | Mount Lemmon Survey                 |
| 710590 | 2014 AG34                | 14 dicembre 2013  | Mount Lemmon Survey                 |
| 710591 | 2014 AS34                | 25 marzo 2011     | Spacewatch                          |
| 710592 | 2014 AC35                | 2 gennaio 2014    | Mount Lemmon Survey                 |
| 710593 | 2014 AE38                | 10 gennaio 2003   | NEAT                                |
| 710594 | 2014 AP39                | 24 dicembre 2013  | Mount Lemmon Survey                 |
| 710595 | 2014 AX46                | 5 gennaio 2014    | Pan-STARRS                          |
| 710596 | 2014 AQ48                | 7 dicembre 2004   | LINEAR                              |
| 710597 | 2014 AV50                | 21 settembre 2008 | Mount Lemmon Survey                 |
| 710598 | 2014 AW50                | 10 gennaio 2014   | Mount Lemmon Survey                 |
| 710599 | 2014 AA51                | 10 gennaio 2014   | Mount Lemmon Survey                 |
| 710600 | 2014 AC55                | 7 dicembre 2005   | Spacewatch                          |

## 710601–710700
| Nome   | Designazione provvisoria | Data di scoperta  | Scopritore                   |
| ------ | ------------------------ | ----------------- | ---------------------------- |
| 710601 | 2014 AO57                | 10 gennaio 2014   | Spacewatch                   |
| 710602 | 2014 AP57                | 26 marzo 2003     | Spacewatch                   |
| 710603 | 2014 AH58                | 1 gennaio 2014    | Pan-STARRS                   |
| 710604 | 2014 AO58                | 1 gennaio 2014    | Pan-STARRS                   |
| 710605 | 2014 AJ59                | 5 gennaio 2014    | Spacewatch                   |
| 710606 | 2014 AT60                | 3 gennaio 2014    | Mount Lemmon Survey          |
| 710607 | 2014 AU61                | 4 gennaio 2014    | Mount Lemmon Survey          |
| 710608 | 2014 AQ62                | 7 luglio 2016     | Mount Lemmon Survey          |
| 710609 | 2014 AU62                | 7 luglio 2016     | Pan-STARRS                   |
| 710610 | 2014 AA68                | 2 gennaio 2014    | Mount Lemmon Survey          |
| 710611 | 2014 AJ68                | 1 gennaio 2014    | Pan-STARRS                   |
| 710612 | 2014 AQ68                | 16 gennaio 2005   | Spacewatch                   |
| 710613 | 2014 AJ69                | 2 gennaio 2014    | Mount Lemmon Survey          |
| 710614 | 2014 AU70                | 1 gennaio 2014    | Mount Lemmon Survey          |
| 710615 | 2014 AG73                | 13 gennaio 2014   | Mount Lemmon Survey          |
| 710616 | 2014 AQ74                | 1 gennaio 2014    | Pan-STARRS                   |
| 710617 | 2014 AR77                | 9 gennaio 2014    | Mount Lemmon Survey          |
| 710618 | 2014 BG1                 | 23 settembre 2008 | Mount Lemmon Survey          |
| 710619 | 2014 BV8                 | 12 settembre 2004 | Spacewatch                   |
| 710620 | 2014 BV9                 | 19 gennaio 2014   | Pan-STARRS                   |
| 710621 | 2014 BT15                | 23 gennaio 2014   | Mount Lemmon Survey          |
| 710622 | 2014 BR17                | 1 gennaio 2014    | Spacewatch                   |
| 710623 | 2014 BO18                | 21 gennaio 2014   | Mount Lemmon Survey          |
| 710624 | 2014 BA19                | 9 luglio 2005     | Spacewatch                   |
| 710625 | 2014 BB19                | 1 febbraio 2005   | NEAT                         |
| 710626 | 2014 BQ20                | 23 gennaio 2014   | Spacewatch                   |
| 710627 | 2014 BB23                | 10 gennaio 2014   | Mount Lemmon Survey          |
| 710628 | 2014 BL24                | 21 dicembre 2008  | Mount Lemmon Survey          |
| 710629 | 2014 BQ24                | 23 settembre 2012 | M. Schwartz, P. R. Holvorcem |
| 710630 | 2014 BD44                | 27 dicembre 2013  | Spacewatch                   |
| 710631 | 2014 BC50                | 26 dicembre 2006  | Spacewatch                   |
| 710632 | 2014 BY53                | 2 dicembre 2008   | Osservatorio Jarnac          |
| 710633 | 2014 BU55                | 10 gennaio 2014   | Mount Lemmon Survey          |
| 710634 | 2014 BT56                | 28 gennaio 2014   | Mount Lemmon Survey          |
| 710635 | 2014 BY56                | 28 gennaio 2014   | Spacewatch                   |
| 710636 | 2014 BA58                | 1 gennaio 2014    | Spacewatch                   |
| 710637 | 2014 BW58                | 23 gennaio 2014   | Mount Lemmon Survey          |
| 710638 | 2014 BK59                | 29 gennaio 2014   | Spacewatch                   |
| 710639 | 2014 BT60                | 29 gennaio 2014   | Spacewatch                   |
| 710640 | 2014 BA62                | 28 gennaio 2014   | R. Apitzsch                  |
| 710641 | 2014 BH66                | 24 gennaio 2014   | Pan-STARRS                   |
| 710642 | 2014 BX66                | 12 aprile 2010    | Mount Lemmon Survey          |
| 710643 | 2014 BP69                | 5 maggio 2002     | NEAT                         |
| 710644 | 2014 BT70                | 15 agosto 2007    | J. Skvarč                    |
| 710645 | 2014 BH73                | 29 gennaio 2014   | CSS                          |
| 710646 | 2014 BM73                | 28 gennaio 2014   | CSS                          |
| 710647 | 2014 BR73                | 24 febbraio 2015  | Pan-STARRS                   |
| 710648 | 2014 BK76                | 29 gennaio 2014   | Spacewatch                   |
| 710649 | 2014 BQ77                | 29 gennaio 2014   | Spacewatch                   |
| 710650 | 2014 BX77                | 24 gennaio 2014   | Pan-STARRS                   |
| 710651 | 2014 BQ81                | 28 gennaio 2014   | Mount Lemmon Survey          |
| 710652 | 2014 BS82                | 28 gennaio 2014   | Spacewatch                   |
| 710653 | 2014 BU82                | 24 gennaio 2014   | Pan-STARRS                   |
| 710654 | 2014 BE87                | 25 gennaio 2014   | Pan-STARRS                   |
| 710655 | 2014 BJ89                | 26 gennaio 2014   | Pan-STARRS                   |
| 710656 | 2014 BO91                | 29 gennaio 2014   | Spacewatch                   |
| 710657 | 2014 CT1                 | 3 febbraio 2014   | A. Oreshko                   |
| 710658 | 2014 CT2                 | 29 gennaio 2014   | Spacewatch                   |
| 710659 | 2014 CJ4                 | 25 gennaio 2014   | Pan-STARRS                   |
| 710660 | 2014 CG10                | 24 gennaio 2014   | Pan-STARRS                   |
| 710661 | 2014 CR12                | 18 ottobre 2012   | Pan-STARRS                   |
| 710662 | 2014 CY15                | 23 agosto 2003    | NEAT                         |
| 710663 | 2014 CW17                | 26 agosto 2003    | Cerro Tololo Obs.            |
| 710664 | 2014 CZ17                | 12 marzo 2002     | Spacewatch                   |
| 710665 | 2014 CN20                | 28 gennaio 2014   | L. Elenin                    |
| 710666 | 2014 CG22                | 16 febbraio 2010  | CSS                          |
| 710667 | 2014 CL23                | 7 aprile 2003     | Spacewatch                   |
| 710668 | 2014 CT25                | 9 febbraio 2014   | Spacewatch                   |
| 710669 | 2014 CG27                | 10 febbraio 2014  | Pan-STARRS                   |
| 710670 | 2014 CQ27                | 17 febbraio 2010  | Spacewatch                   |
| 710671 | 2014 CZ27                | 11 febbraio 2014  | Mount Lemmon Survey          |
| 710672 | 2014 CL28                | 10 febbraio 2014  | Pan-STARRS                   |
| 710673 | 2014 CW28                | 26 aprile 2007    | Mount Lemmon Survey          |
| 710674 | 2014 CB30                | 7 ottobre 2016    | Pan-STARRS                   |
| 710675 | 2014 CP32                | 6 febbraio 2014   | Mount Lemmon Survey          |
| 710676 | 2014 CH34                | 10 febbraio 2014  | Pan-STARRS                   |
| 710677 | 2014 CG36                | 9 febbraio 2014   | Mount Lemmon Survey          |
| 710678 | 2014 DC1                 | 8 ottobre 2012    | Pan-STARRS                   |
| 710679 | 2014 DJ3                 | 19 ottobre 2012   | Mount Lemmon Survey          |
| 710680 | 2014 DW5                 | 2 dicembre 2008   | Spacewatch                   |
| 710681 | 2014 DP10                | 28 gennaio 2014   | Mount Lemmon Survey          |
| 710682 | 2014 DX12                | 20 febbraio 2014  | Pan-STARRS                   |
| 710683 | 2014 DF13                | 29 marzo 2009     | Spacewatch                   |
| 710684 | 2014 DK16                | 10 gennaio 2014   | Mount Lemmon Survey          |
| 710685 | 2014 DZ16                | 22 febbraio 2014  | Mount Lemmon Survey          |
| 710686 | 2014 DS17                | 10 febbraio 2014  | Mount Lemmon Survey          |
| 710687 | 2014 DE19                | 19 settembre 2003 | Spacewatch                   |
| 710688 | 2014 DB20                | 22 febbraio 2014  | Spacewatch                   |
| 710689 | 2014 DA23                | 16 novembre 2004  | SSS                          |
| 710690 | 2014 DM26                | 20 febbraio 2014  | Spacewatch                   |
| 710691 | 2014 DC36                | 18 ottobre 2012   | Mount Lemmon Survey          |
| 710692 | 2014 DD39                | 22 aprile 2007    | Spacewatch                   |
| 710693 | 2014 DF39                | 9 febbraio 2014   | Mount Lemmon Survey          |
| 710694 | 2014 DO40                | 10 febbraio 2014  | Pan-STARRS                   |
| 710695 | 2014 DN48                | 27 febbraio 2014  | Spacewatch                   |
| 710696 | 2014 DX50                | 20 ottobre 2012   | Mount Lemmon Survey          |
| 710697 | 2014 DF53                | 4 aprile 2005     | Mount Lemmon Survey          |
| 710698 | 2014 DJ58                | 18 ottobre 2007   | Spacewatch                   |
| 710699 | 2014 DQ59                | 19 ottobre 1995   | Spacewatch                   |
| 710700 | 2014 DB62                | 2 gennaio 2009    | Spacewatch                   |

## 710701–710800
| Nome   | Designazione provvisoria | Data di scoperta  | Scopritore                   |
| ------ | ------------------------ | ----------------- | ---------------------------- |
| 710701 | 2014 DE62                | 10 agosto 2007    | Spacewatch                   |
| 710702 | 2014 DB63                | 4 settembre 2008  | Spacewatch                   |
| 710703 | 2014 DQ65                | 26 febbraio 2014  | Pan-STARRS                   |
| 710704 | 2014 DD66                | 17 marzo 2005     | Mount Lemmon Survey          |
| 710705 | 2014 DQ66                | 26 febbraio 2014  | Pan-STARRS                   |
| 710706 | 2014 DA69                | 27 agosto 2011    | Pan-STARRS                   |
| 710707 | 2014 DK72                | 26 settembre 2011 | Pan-STARRS                   |
| 710708 | 2014 DC77                | 6 febbraio 2013   | M. Schwartz, P. R. Holvorcem |
| 710709 | 2014 DV77                | 26 febbraio 2014  | Pan-STARRS                   |
| 710710 | 2014 DZ81                | 5 aprile 2003     | Spacewatch                   |
| 710711 | 2014 DW82                | 24 febbraio 2014  | Pan-STARRS                   |
| 710712 | 2014 DG89                | 1 aprile 2005     | Spacewatch                   |
| 710713 | 2014 DZ91                | 4 settembre 2007  | Mount Lemmon Survey          |
| 710714 | 2014 DO93                | 26 febbraio 2014  | Mount Lemmon Survey          |
| 710715 | 2014 DS96                | 9 ottobre 2007    | Mount Lemmon Survey          |
| 710716 | 2014 DZ98                | 6 settembre 2008  | Mount Lemmon Survey          |
| 710717 | 2014 DK100               | 3 febbraio 2009   | Spacewatch                   |
| 710718 | 2014 DD102               | 23 gennaio 2014   | Mount Lemmon Survey          |
| 710719 | 2014 DE102               | 20 novembre 2009  | Spacewatch                   |
| 710720 | 2014 DU104               | 27 febbraio 2009  | Mount Lemmon Survey          |
| 710721 | 2014 DR105               | 27 febbraio 2014  | Mount Lemmon Survey          |
| 710722 | 2014 DJ109               | 9 aprile 2010     | Mount Lemmon Survey          |
| 710723 | 2014 DN110               | 27 febbraio 2014  | Pan-STARRS                   |
| 710724 | 2014 DK116               | 12 ottobre 2016   | Pan-STARRS                   |
| 710725 | 2014 DH121               | 28 febbraio 2014  | Pan-STARRS                   |
| 710726 | 2014 DJ125               | 31 agosto 1998    | Spacewatch                   |
| 710727 | 2014 DG129               | 2 ottobre 2003    | Spacewatch                   |
| 710728 | 2014 DX132               | 27 febbraio 2008  | Spacewatch                   |
| 710729 | 2014 DN134               | 24 agosto 2011    | Pan-STARRS                   |
| 710730 | 2014 DV134               | 7 ottobre 2012    | Pan-STARRS                   |
| 710731 | 2014 DZ134               | 28 febbraio 2014  | Pan-STARRS                   |
| 710732 | 2014 DH136               | 13 ottobre 2007   | Mount Lemmon Survey          |
| 710733 | 2014 DK142               | 8 marzo 2005      | Spacewatch                   |
| 710734 | 2014 DC144               | 2 agosto 2016     | Pan-STARRS                   |
| 710735 | 2014 DW145               | 26 febbraio 2014  | Pan-STARRS                   |
| 710736 | 2014 DZ145               | 28 febbraio 2014  | Pan-STARRS                   |
| 710737 | 2014 DQ148               | 18 settembre 2011 | Mount Lemmon Survey          |
| 710738 | 2014 DD149               | 25 febbraio 2014  | Spacewatch                   |
| 710739 | 2014 DF150               | 24 febbraio 2014  | Pan-STARRS                   |
| 710740 | 2014 DP151               | 26 febbraio 2014  | Pan-STARRS                   |
| 710741 | 2014 DE154               | 28 febbraio 2014  | Pan-STARRS                   |
| 710742 | 2014 DA155               | 28 febbraio 2014  | Pan-STARRS                   |
| 710743 | 2014 DD155               | 29 dicembre 2008  | G. Hug                       |
| 710744 | 2014 DA156               | 13 giugno 2007    | Spacewatch                   |
| 710745 | 2014 DK156               | 21 marzo 2015     | Pan-STARRS                   |
| 710746 | 2014 DY156               | 26 febbraio 2014  | Pan-STARRS                   |
| 710747 | 2014 DA157               | 1 agosto 2016     | Pan-STARRS                   |
| 710748 | 2014 DN157               | 1 agosto 2016     | Pan-STARRS                   |
| 710749 | 2014 DP157               | 21 maggio 2015    | Pan-STARRS                   |
| 710750 | 2014 DV166               | 21 febbraio 2014  | Spacewatch                   |
| 710751 | 2014 DO167               | 28 febbraio 2014  | Pan-STARRS                   |
| 710752 | 2014 DV167               | 26 febbraio 2014  | Pan-STARRS                   |
| 710753 | 2014 DU168               | 28 febbraio 2014  | Pan-STARRS                   |
| 710754 | 2014 DX168               | 26 febbraio 2014  | Pan-STARRS                   |
| 710755 | 2014 DY168               | 22 febbraio 2014  | Mount Lemmon Survey          |
| 710756 | 2014 DE169               | 26 febbraio 2014  | Pan-STARRS                   |
| 710757 | 2014 DV169               | 26 febbraio 2014  | Pan-STARRS                   |
| 710758 | 2014 DL171               | 18 febbraio 2014  | Mount Lemmon Survey          |
| 710759 | 2014 DZ173               | 26 febbraio 2014  | Pan-STARRS                   |
| 710760 | 2014 DA174               | 20 febbraio 2014  | Mount Lemmon Survey          |
| 710761 | 2014 DB174               | 28 febbraio 2014  | Pan-STARRS                   |
| 710762 | 2014 DD174               | 28 febbraio 2014  | Pan-STARRS                   |
| 710763 | 2014 DE174               | 26 febbraio 2014  | Pan-STARRS                   |
| 710764 | 2014 DP175               | 26 febbraio 2014  | Pan-STARRS                   |
| 710765 | 2014 DF176               | 26 febbraio 2014  | Pan-STARRS                   |
| 710766 | 2014 DX176               | 10 ottobre 2007   | Mount Lemmon Survey          |
| 710767 | 2014 DM177               | 26 febbraio 2014  | Mount Lemmon Survey          |
| 710768 | 2014 DJ178               | 26 febbraio 2014  | Pan-STARRS                   |
| 710769 | 2014 DA179               | 28 febbraio 2014  | Pan-STARRS                   |
| 710770 | 2014 DH181               | 28 febbraio 2014  | Pan-STARRS                   |
| 710771 | 2014 DW183               | 28 febbraio 2014  | Pan-STARRS                   |
| 710772 | 2014 DU187               | 28 febbraio 2014  | Pan-STARRS                   |
| 710773 | 2014 DC188               | 28 febbraio 2014  | Pan-STARRS                   |
| 710774 | 2014 DH190               | 20 febbraio 2014  | Mount Lemmon Survey          |
| 710775 | 2014 DQ190               | 26 febbraio 2014  | Pan-STARRS                   |
| 710776 | 2014 DP191               | 18 febbraio 2014  | Mount Lemmon Survey          |
| 710777 | 2014 DZ191               | 28 febbraio 2014  | Pan-STARRS                   |
| 710778 | 2014 DX196               | 28 febbraio 2014  | Pan-STARRS                   |
| 710779 | 2014 DM197               | 26 febbraio 2014  | Pan-STARRS                   |
| 710780 | 2014 EK                  | 3 marzo 2014      | M. Ory                       |
| 710781 | 2014 EF6                 | 5 marzo 2014      | Pan-STARRS                   |
| 710782 | 2014 ES6                 | 5 marzo 2014      | Pan-STARRS                   |
| 710783 | 2014 EB8                 | 5 marzo 2014      | Pan-STARRS                   |
| 710784 | 2014 EX14                | 5 marzo 2014      | Pan-STARRS                   |
| 710785 | 2014 EK15                | 5 marzo 2014      | Pan-STARRS                   |
| 710786 | 2014 EC21                | 6 marzo 2014      | Mount Lemmon Survey          |
| 710787 | 2014 EN21                | 8 marzo 2014      | Mount Lemmon Survey          |
| 710788 | 2014 EN28                | 23 gennaio 2014   | Mount Lemmon Survey          |
| 710789 | 2014 EB30                | 16 aprile 2005    | Spacewatch                   |
| 710790 | 2014 EK34                | 2 settembre 2008  | Spacewatch                   |
| 710791 | 2014 EW34                | 4 novembre 2004   | Spacewatch                   |
| 710792 | 2014 EA35                | 17 gennaio 2009   | Mount Lemmon Survey          |
| 710793 | 2014 ER35                | 8 marzo 2014      | Mount Lemmon Survey          |
| 710794 | 2014 ER36                | 7 ottobre 2008    | Mount Lemmon Survey          |
| 710795 | 2014 EM40                | 8 marzo 2014      | Mount Lemmon Survey          |
| 710796 | 2014 EQ41                | 26 febbraio 2014  | Pan-STARRS                   |
| 710797 | 2014 EC44                | 3 novembre 2007   | Mount Lemmon Survey          |
| 710798 | 2014 EF44                | 2 aprile 2005     | Mount Lemmon Survey          |
| 710799 | 2014 EC47                | 6 settembre 2008  | CSS                          |
| 710800 | 2014 EF47                | 11 ottobre 2001   | NEAT                         |

## 710801–710900
| Nome   | Designazione provvisoria | Data di scoperta  | Scopritore          |
| ------ | ------------------------ | ----------------- | ------------------- |
| 710801 | 2014 EQ47                | 30 marzo 2005     | CSS                 |
| 710802 | 2014 ER51                | 10 aprile 2010    | Mount Lemmon Survey |
| 710803 | 2014 EL61                | 24 marzo 2014     | Pan-STARRS          |
| 710804 | 2014 EV65                | 3 febbraio 2013   | Pan-STARRS          |
| 710805 | 2014 EV67                | 29 ottobre 2010   | Mount Lemmon Survey |
| 710806 | 2014 EH69                | 24 settembre 2007 | Spacewatch          |
| 710807 | 2014 EC71                | 21 maggio 2015    | Pan-STARRS          |
| 710808 | 2014 EA73                | 25 ottobre 2016   | Pan-STARRS          |
| 710809 | 2014 EL73                | 21 maggio 2015    | Pan-STARRS          |
| 710810 | 2014 EW79                | 13 marzo 2005     | Mount Lemmon Survey |
| 710811 | 2014 EH80                | 2 giugno 2015     | CTIO-DECam          |
| 710812 | 2014 EM84                | 30 ottobre 2007   | Mount Lemmon Survey |
| 710813 | 2014 EA90                | 7 luglio 2015     | Pan-STARRS          |
| 710814 | 2014 EC90                | 12 novembre 2010  | Spacewatch          |
| 710815 | 2014 EU94                | 27 settembre 2009 | Spacewatch          |
| 710816 | 2014 EP107               | 26 settembre 2011 | CSS                 |
| 710817 | 2014 EL113               | 9 novembre 2007   | Mount Lemmon Survey |
| 710818 | 2014 EL115               | 11 dicembre 2017  | Pan-STARRS          |
| 710819 | 2014 ED121               | 14 luglio 2016    | Pan-STARRS          |
| 710820 | 2014 EY122               | 22 febbraio 2014  | Pan-STARRS          |
| 710821 | 2014 EW131               | 22 dicembre 2008  | Spacewatch          |
| 710822 | 2014 EL138               | 4 dicembre 2012   | Mount Lemmon Survey |
| 710823 | 2014 EN145               | 24 luglio 2015    | Pan-STARRS          |
| 710824 | 2014 EH149               | 11 aprile 2010    | Mount Lemmon Survey |
| 710825 | 2014 EE151               | 24 ottobre 2016   | Mount Lemmon Survey |
| 710826 | 2014 EV155               | 10 gennaio 2013   | Pan-STARRS          |
| 710827 | 2014 EW156               | 18 giugno 2015    | Pan-STARRS          |
| 710828 | 2014 EC160               | 26 giugno 2011    | Mount Lemmon Survey |
| 710829 | 2014 EZ165               | 19 ottobre 2003   | Spacewatch          |
| 710830 | 2014 EU175               | 3 dicembre 2012   | Mount Lemmon Survey |
| 710831 | 2014 EY176               | 28 novembre 2010  | Mount Lemmon Survey |
| 710832 | 2014 EV181               | 15 ottobre 2007   | Mount Lemmon Survey |
| 710833 | 2014 EU182               | 22 ottobre 2012   | Pan-STARRS          |
| 710834 | 2014 EJ183               | 26 ottobre 2009   | Mount Lemmon Survey |
| 710835 | 2014 EO185               | 29 agosto 2011    | L. Elenin           |
| 710836 | 2014 EB186               | 18 novembre 2016  | Mount Lemmon Survey |
| 710837 | 2014 EV190               | 8 agosto 2016     | Pan-STARRS          |
| 710838 | 2014 EZ194               | 14 novembre 2010  | Spacewatch          |
| 710839 | 2014 ES195               | 29 dicembre 2008  | Spacewatch          |
| 710840 | 2014 EK199               | 28 febbraio 2014  | Pan-STARRS          |
| 710841 | 2014 EA202               | 14 agosto 2016    | Pan-STARRS          |
| 710842 | 2014 EE204               | 23 agosto 2003    | NEAT                |
| 710843 | 2014 EA208               | 28 luglio 2011    | Pan-STARRS          |
| 710844 | 2014 EM209               | 27 settembre 2016 | Mount Lemmon Survey |
| 710845 | 2014 ET219               | 28 giugno 2016    | Pan-STARRS          |
| 710846 | 2014 EZ222               | 10 settembre 2016 | Mount Lemmon Survey |
| 710847 | 2014 EO226               | 28 febbraio 2014  | Pan-STARRS          |
| 710848 | 2014 EY227               | 19 settembre 2011 | Pan-STARRS          |
| 710849 | 2014 EE228               | 17 ottobre 2003   | SDSS Collaboration  |
| 710850 | 2014 EJ229               | 15 aprile 2005    | CSS                 |
| 710851 | 2014 EE230               | 21 maggio 2015    | Pan-STARRS          |
| 710852 | 2014 EK236               | 25 ottobre 2011   | Pan-STARRS          |
| 710853 | 2014 EQ243               | 7 novembre 2012   | Spacewatch          |
| 710854 | 2014 EW247               | 8 aprile 2010     | Spacewatch          |
| 710855 | 2014 EG249               | 8 marzo 2014      | Mount Lemmon Survey |
| 710856 | 2014 EB250               | 12 marzo 2014     | Mount Lemmon Survey |
| 710857 | 2014 EM250               | 18 settembre 1995 | Spacewatch          |
| 710858 | 2014 EW252               | 7 marzo 2014      | Mount Lemmon Survey |
| 710859 | 2014 EZ253               | 5 marzo 2014      | Pan-STARRS          |
| 710860 | 2014 EC255               | 7 marzo 2014      | Mount Lemmon Survey |
| 710861 | 2014 EE256               | 11 marzo 2014     | Mount Lemmon Survey |
| 710862 | 2014 FX4                 | 10 novembre 2004  | Spacewatch          |
| 710863 | 2014 FG5                 | 8 novembre 2010   | Mount Lemmon Survey |
| 710864 | 2014 FO7                 | 18 agosto 2001    | NEAT                |
| 710865 | 2014 FX11                | 20 marzo 2014     | Mount Lemmon Survey |
| 710866 | 2014 FM12                | 20 gennaio 2009   | Spacewatch          |
| 710867 | 2014 FR12                | 4 settembre 2011  | Pan-STARRS          |
| 710868 | 2014 FC13                | 17 maggio 2010    | Mount Lemmon Survey |
| 710869 | 2014 FW18                | 23 marzo 2014     | Mount Lemmon Survey |
| 710870 | 2014 FQ19                | 10 ottobre 2008   | Mount Lemmon Survey |
| 710871 | 2014 FA20                | 8 ottobre 2012    | Spacewatch          |
| 710872 | 2014 FQ20                | 31 ottobre 2008   | Spacewatch          |
| 710873 | 2014 FV21                | 28 febbraio 2014  | Pan-STARRS          |
| 710874 | 2014 FK23                | 30 agosto 2011    | Pan-STARRS          |
| 710875 | 2014 FF24                | 7 maggio 2010     | Mount Lemmon Survey |
| 710876 | 2014 FH24                | 31 agosto 2011    | Pan-STARRS          |
| 710877 | 2014 FJ24                | 28 febbraio 2014  | Pan-STARRS          |
| 710878 | 2014 FN24                | 23 marzo 2014     | Mount Lemmon Survey |
| 710879 | 2014 FN25                | 3 marzo 1997      | Spacewatch          |
| 710880 | 2014 FP25                | 2 settembre 2011  | Pan-STARRS          |
| 710881 | 2014 FK27                | 18 gennaio 2008   | Mount Lemmon Survey |
| 710882 | 2014 FF29                | 14 marzo 2011     | Mount Lemmon Survey |
| 710883 | 2014 FU29                | 11 marzo 2014     | Mount Lemmon Survey |
| 710884 | 2014 FY29                | 13 aprile 2011    | Spacewatch          |
| 710885 | 2014 FX39                | 16 ottobre 2009   | Mount Lemmon Survey |
| 710886 | 2014 FO40                | 11 maggio 2010    | Mount Lemmon Survey |
| 710887 | 2014 FO43                | 26 febbraio 2014  | Pan-STARRS          |
| 710888 | 2014 FP44                | 24 marzo 2014     | Pan-STARRS          |
| 710889 | 2014 FL54                | 28 marzo 2014     | Mount Lemmon Survey |
| 710890 | 2014 FM56                | 26 marzo 2014     | Mount Lemmon Survey |
| 710891 | 2014 FQ56                | 27 marzo 2014     | Pan-STARRS          |
| 710892 | 2014 FL68                | 21 aprile 2014    | CSS                 |
| 710893 | 2014 FK74                | 31 gennaio 2009   | Mount Lemmon Survey |
| 710894 | 2014 FV74                | 4 settembre 2011  | Pan-STARRS          |
| 710895 | 2014 FB75                | 22 aprile 1996    | Spacewatch          |
| 710896 | 2014 FD75                | 24 marzo 2014     | Pan-STARRS          |
| 710897 | 2014 FN76                | 17 gennaio 2009   | Spacewatch          |
| 710898 | 2014 FC77                | 15 giugno 2015    | Pan-STARRS          |
| 710899 | 2014 FW80                | 5 luglio 2016     | Pan-STARRS          |
| 710900 | 2014 FT81                | 28 marzo 2014     | Mount Lemmon Survey |

## 710901–711000
| Nome   | Designazione provvisoria | Data di scoperta  | Scopritore                   |
| ------ | ------------------------ | ----------------- | ---------------------------- |
| 710901 | 2014 FB84                | 23 marzo 2014     | Mount Lemmon Survey          |
| 710902 | 2014 FF85                | 23 marzo 2014     | Mount Lemmon Survey          |
| 710903 | 2014 FH85                | 23 marzo 2014     | Mount Lemmon Survey          |
| 710904 | 2014 FM87                | 26 marzo 2014     | Mount Lemmon Survey          |
| 710905 | 2014 FK92                | 28 marzo 2014     | Spacewatch                   |
| 710906 | 2014 GF4                 | 10 marzo 2005     | Mount Lemmon Survey          |
| 710907 | 2014 GQ4                 | 23 maggio 2006    | Spacewatch                   |
| 710908 | 2014 GV5                 | 1 aprile 2014     | Mount Lemmon Survey          |
| 710909 | 2014 GK7                 | 1 aprile 2014     | Mount Lemmon Survey          |
| 710910 | 2014 GO7                 | 21 gennaio 2009   | W. Bickel                    |
| 710911 | 2014 GJ10                | 13 marzo 2014     | Spacewatch                   |
| 710912 | 2014 GV10                | 11 gennaio 2014   | Mount Lemmon Survey          |
| 710913 | 2014 GL18                | 26 settembre 2011 | Mount Lemmon Survey          |
| 710914 | 2014 GT19                | 14 febbraio 2005  | Spacewatch                   |
| 710915 | 2014 GX22                | 31 gennaio 2009   | Mount Lemmon Survey          |
| 710916 | 2014 GP23                | 8 maggio 2010     | Mount Lemmon Survey          |
| 710917 | 2014 GR23                | 16 dicembre 2007  | Spacewatch                   |
| 710918 | 2014 GP25                | 23 settembre 2011 | Spacewatch                   |
| 710919 | 2014 GB26                | 4 aprile 2014     | Spacewatch                   |
| 710920 | 2014 GZ26                | 27 febbraio 2014  | Spacewatch                   |
| 710921 | 2014 GH28                | 3 aprile 2009     | Mount Lemmon Survey          |
| 710922 | 2014 GU29                | 23 dicembre 2012  | Pan-STARRS                   |
| 710923 | 2014 GK31                | 27 gennaio 2006   | Mount Lemmon Survey          |
| 710924 | 2014 GL32                | 4 aprile 2014     | Pan-STARRS                   |
| 710925 | 2014 GJ33                | 5 aprile 2014     | Pan-STARRS                   |
| 710926 | 2014 GB42                | 29 dicembre 2008  | Spacewatch                   |
| 710927 | 2014 GB51                | 10 marzo 2014     | Mount Lemmon Survey          |
| 710928 | 2014 GA52                | 9 aprile 2014     | Pan-STARRS                   |
| 710929 | 2014 GW56                | 18 marzo 2010     | Spacewatch                   |
| 710930 | 2014 GX56                | 21 giugno 2010    | Mount Lemmon Survey          |
| 710931 | 2014 GE57                | 22 dicembre 2008  | Spacewatch                   |
| 710932 | 2014 GM58                | 4 febbraio 2009   | Mount Lemmon Survey          |
| 710933 | 2014 GO58                | 25 settembre 2011 | Pan-STARRS                   |
| 710934 | 2014 GP58                | 5 aprile 2014     | Pan-STARRS                   |
| 710935 | 2014 GU58                | 5 aprile 2014     | Pan-STARRS                   |
| 710936 | 2014 GK59                | 5 aprile 2014     | Pan-STARRS                   |
| 710937 | 2014 GM59                | 13 settembre 2007 | Spacewatch                   |
| 710938 | 2014 GD60                | 4 aprile 2014     | Spacewatch                   |
| 710939 | 2014 GD62                | 17 gennaio 2013   | Pan-STARRS                   |
| 710940 | 2014 GK62                | 5 aprile 2014     | Pan-STARRS                   |
| 710941 | 2014 GA63                | 24 agosto 2011    | Pan-STARRS                   |
| 710942 | 2014 GX64                | 4 aprile 2014     | Pan-STARRS                   |
| 710943 | 2014 GE65                | 20 dicembre 1995  | Spacewatch                   |
| 710944 | 2014 GQ72                | 21 maggio 2015    | Pan-STARRS                   |
| 710945 | 2014 GM74                | 5 aprile 2014     | Pan-STARRS                   |
| 710946 | 2014 GC79                | 4 aprile 2014     | Spacewatch                   |
| 710947 | 2014 GH81                | 7 aprile 2014     | Mount Lemmon Survey          |
| 710948 | 2014 GQ84                | 14 febbraio 2013  | Spacewatch                   |
| 710949 | 2014 GA87                | 4 aprile 2014     | Pan-STARRS                   |
| 710950 | 2014 GG93                | 5 aprile 2014     | Pan-STARRS                   |
| 710951 | 2014 HC3                 | 27 marzo 2014     | Pan-STARRS                   |
| 710952 | 2014 HD4                 | 5 ottobre 2005    | Mount Lemmon Survey          |
| 710953 | 2014 HY6                 | 17 gennaio 2009   | Spacewatch                   |
| 710954 | 2014 HD9                 | 20 aprile 2014    | Mount Lemmon Survey          |
| 710955 | 2014 HF9                 | 1 novembre 2011   | ESA OGS                      |
| 710956 | 2014 HR10                | 21 febbraio 2009  | Spacewatch                   |
| 710957 | 2014 HK11                | 18 aprile 1996    | Spacewatch                   |
| 710958 | 2014 HB13                | 12 aprile 2005    | Spacewatch                   |
| 710959 | 2014 HN16                | 5 aprile 2014     | Pan-STARRS                   |
| 710960 | 2014 HO17                | 4 aprile 2014     | Spacewatch                   |
| 710961 | 2014 HG18                | 17 dicembre 2012  | V. Nevski, Romas, E.         |
| 710962 | 2014 HG20                | 18 giugno 2005    | Mount Lemmon Survey          |
| 710963 | 2014 HH22                | 2 giugno 2010     | M. Schwartz, P. R. Holvorcem |
| 710964 | 2014 HT23                | 24 giugno 2001    | Spacewatch                   |
| 710965 | 2014 HZ26                | 23 aprile 2014    | CTIO-DECam                   |
| 710966 | 2014 HP31                | 30 settembre 2010 | Mount Lemmon Survey          |
| 710967 | 2014 HC32                | 5 aprile 2014     | Pan-STARRS                   |
| 710968 | 2014 HX32                | 18 aprile 2007    | Spacewatch                   |
| 710969 | 2014 HU35                | 17 gennaio 2013   | Pan-STARRS                   |
| 710970 | 2014 HY37                | 24 aprile 2014    | Mount Lemmon Survey          |
| 710971 | 2014 HE42                | 7 dicembre 2012   | M. Schwartz, P. R. Holvorcem |
| 710972 | 2014 HU42                | 17 maggio 2010    | Mount Lemmon Survey          |
| 710973 | 2014 HT43                | 24 aprile 2014    | Mount Lemmon Survey          |
| 710974 | 2014 HU43                | 24 aprile 2014    | Mount Lemmon Survey          |
| 710975 | 2014 HB45                | 6 novembre 2012   | Mount Lemmon Survey          |
| 710976 | 2014 HX46                | 29 dicembre 2003  | Spacewatch                   |
| 710977 | 2014 HA50                | 23 dicembre 2012  | Pan-STARRS                   |
| 710978 | 2014 HD53                | 13 dicembre 2012  | M. Schwartz, P. R. Holvorcem |
| 710979 | 2014 HQ58                | 23 aprile 2014    | CTIO-DECam                   |
| 710980 | 2014 HF59                | 24 aprile 2014    | Pan-STARRS                   |
| 710981 | 2014 HY63                | 24 aprile 2014    | Pan-STARRS                   |
| 710982 | 2014 HN65                | 23 aprile 2014    | CTIO-DECam                   |
| 710983 | 2014 HO65                | 20 febbraio 2009  | Mount Lemmon Survey          |
| 710984 | 2014 HO73                | 23 settembre 2011 | Pan-STARRS                   |
| 710985 | 2014 HE87                | 23 aprile 2014    | CTIO-DECam                   |
| 710986 | 2014 HB91                | 23 aprile 2014    | CTIO-DECam                   |
| 710987 | 2014 HV102               | 7 novembre 2007   | Spacewatch                   |
| 710988 | 2014 HA103               | 26 settembre 2011 | Pan-STARRS                   |
| 710989 | 2014 HZ104               | 24 aprile 2014    | Mount Lemmon Survey          |
| 710990 | 2014 HX106               | 23 aprile 2014    | CTIO-DECam                   |
| 710991 | 2014 HH110               | 24 aprile 2014    | Mount Lemmon Survey          |
| 710992 | 2014 HN110               | 8 settembre 2011  | Spacewatch                   |
| 710993 | 2014 HC115               | 4 settembre 2011  | Pan-STARRS                   |
| 710994 | 2014 HF117               | 24 aprile 2014    | Mount Lemmon Survey          |
| 710995 | 2014 HX121               | 20 ottobre 2011   | Mount Lemmon Survey          |
| 710996 | 2014 HK127               | 5 aprile 2014     | Pan-STARRS                   |
| 710997 | 2014 HN133               | 21 dicembre 2012  | Mount Lemmon Survey          |
| 710998 | 2014 HO134               | 13 settembre 2007 | Mount Lemmon Survey          |
| 710999 | 2014 HS134               | 28 marzo 2008     | Mount Lemmon Survey          |
| 711000 | 2014 HR137               | 20 gennaio 2013   | Spacewatch                   |